# Zoophthorus graculus
Zoophthorus graculus är en stekelart som först beskrevs av Johann Ludwig Christian Gravenhorst 1829.  Zoophthorus graculus ingår i släktet Zoophthorus och familjen brokparasitsteklar. Arten är reproducerande i Sverige. Inga underarter finns listade i Catalogue of Life.